# Patrick White
Patrick Victor Martindale White (Londres, 28 de mayo de 1912-Sídney, 30 de septiembre de 1990) fue un escritor anglo-australiano ganador del Premio Nobel de Literatura en 1973 por una narrativa épica y psicológica, que introdujo la literatura de un nuevo continente en el mundo de las letras. Desde 1935 hasta su muerte publicó doce novelas, dos libros de cuentos y ocho obras de teatro. Fue asimismo un importante coleccionista de arte moderno australiano y de arte aborigen.

## Biografía

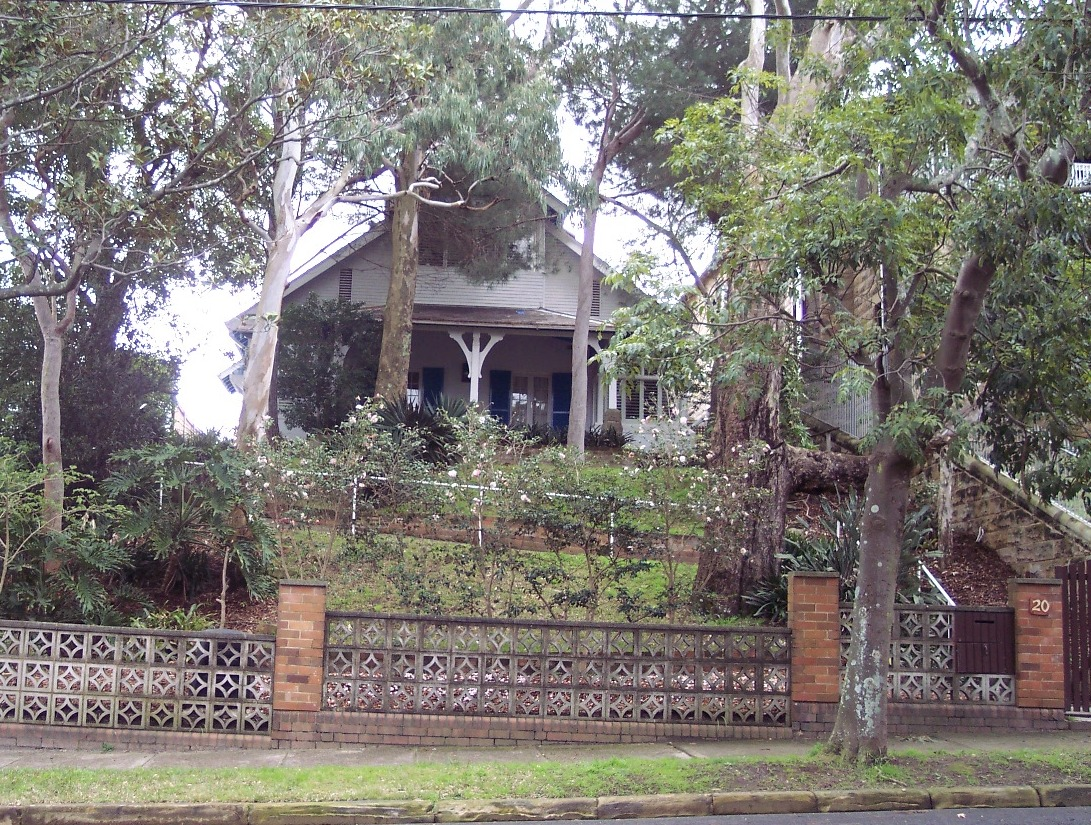
Casa de Patrick White en el número 20 de la calle Martin en Centennial Park, cerca de Sídney.

Nació en Londres mientras sus padres se encontraban pasando una temporada en Europa. Cuando tenía seis meses de edad, sus padres regresaron a Australia y se establecieron en Sídney, donde su padre, agricultor y ganadero, tenía que atender una propiedad compartida, junto con otros tres hermanos. 
Tuvo una infancia enfermiza debido al asma, asistía a la escuela de su ciudad de manera esporádica y las visitas a Sídney eran muy breves, debido a los violentos ataques que lo tenían poco menos que aislado en las Montañas Azules. Cuando tenía trece años sus padres lo enviaron a una escuela en Cheltenham, Inglaterra, donde durante cuatro años pasó, según el mismo, una vida miserable como colono en una escuela inglesa. Cuando cumplió los dieciséis años viajó con sus padres por Europa, incluyendo Escandinavia, Noruega y Suiza, que lo impresionaron particularmente, al tiempo que descubría a Ibsen y a Strindberg.
Posteriormente se trasladó al King's College, en Cambridge, donde descubrió la literatura francesa y la alemana. Durante las vacaciones visitaba Francia y Alemania para practicar esos idiomas. Una vez finalizados sus estudios universitarios decidió trasladarse a Londres y hacerse escritor gracias a que su padre lo ayudaba a sobrevivir mientras intentaba escribir.
En 1939 se publicó en Londres su primera novela, El valle feliz, que fue bien recibida por la crítica, lo que hizo que White se sienta convertido finalmente en escritor. Viajó a Nueva York esperando repetir su éxito, y recorrió varias editoriales que no aceptan su trabajo, hasta que finalmente Viking Press aceptó tomarlo como autor. Mientras viajaba entre Londres y Nueva York consiguió escribir su segunda novela, La vida y la muerte, aunque de manera apresurada.
En 1940, durante la Segunda Guerra Mundial, fue comisionado como oficial de inteligencia de la RAF, en Oriente Medio y Grecia. Durante este período conoció a Manoly Lascaris, que permaneció como soporte de su vida y su trabajo y con quien regresó a Australia una vez finalizada la guerra. 
Alrededor de 1951 comenzó a escribir El árbol del hombre, que tuvo una excelente acogida en Inglaterra y en los Estados Unidos, pero que fue recibida con desprecio por la crítica en Australia.
Sus novelas más notables corresponden a su período australiano: The tree of  man (1955), Voss (1957), El carro de los elegidos (1961), Las esferas del Mandala (1966), El vivisector (1970), El centro de la tormenta (1973) y A fringe of leaves (1976). Es autor, asimismo, de obras dramáticas (Noche en el Monte Pelado, 1962; Big toys, 1977; Twyborn affair, 1979; y Netherwood, 1983), cuentos (The burnt ones, 1964; The cockatoos, 1974), guiones cinematográficos y de la autobiografía Autorretrato: grietas en el espejo (1981). 
En 1973 fue galardonado con el Premio Nobel de Literatura, convirtiéndose en el primer australiano al que se le concedía el galardón.
White murió el 30 de septiembre de 1990 en Sídney después de una larga enfermedad.

## Premios Patrick White
Con el dinero recibido por el Premio Nobel de Literatura se crearon los Premios Literarios Patrick White para impulsar el desarrollo de la literatura australiana. El comité ha sido instruido para dar precedencia a autores cuya escritura no ha recibido todavía el reconocimiento debido.
Algunos de los ganadores han sido Christina Stead, Randolph Stow, Thea Astley y Gerald Murnane.